# Gaston Zananiri
Gaston Zananiri (en arabe : جاستون زنانيري ; 1904-1996) est un fonctionnaire, journaliste et homme de lettres égyptien né à Alexandrie.

## Biographie
Le père de Gaston Zananiri, Georges Zananiri Pacha (1863–1956), a été secrétaire général du Bureau de la quarantaine et des services sanitaires maritimes égyptiens. Il est issu d'une famille, d’obédience melkite, ayant émigré de Syrie vers l’Égypte en 1610. Sa mère, Marie Ines Bauer, d'ascendance juive mais convertie au christianisme, a évolué dans des cercles sionistes en Égypte et en Palestine au début du XXe siècle.
Gaston Zananiri a suivi sa scolarité au Victoria College d'Alexandrie. Il fait carrière en tant que fonctionnaire d'organisations internationales dans le domaine de la santé et des œuvres sociales de 1921à 1949. Il travaille ensuite brièvement pour le ministère des Affaires étrangères d’Égypte où il exerce les fonctions de conseiller de presse. Il fonde le Alexandrian Center of Studies en 1948 puis s'installe en France et rejoint le noviciat dominicain en 1955. Il finit sa vie dans cet ordre.